# コングスベルグ・グループ
コングスベルグ・グループ（ノルウェー語: Kongsberg Gruppen ASA）は、船舶・海洋システムおよび防衛・宇宙関連機器の開発・製造を中心に行うエンジニアリンググループ。ノルウェー・コングスベルグに本社を置き、世界30カ国以上で事業を展開している。オスロ証券取引所上場企業（OSE: KOG）。

## 沿革
ノルウェーがキール条約の締結で揺れ動き、ノルウェーの安全を確保するための防衛体制が求められていた1814年3月20日、摂政クリスチャン・フレデリクの承認を得て設立されたコングスベルグ造兵廠（Kongsberg Vaabenfabrik）が起源となる。ノルウェー軍向けのライフル銃の製造に着手し、19世紀を通じて生産が増加、1888年にガンスミスのエリック・ヨルゲンセン（Erik Jørgensen）らが、ライフル銃「クラッグ・ヨルゲンセン・ライフル」の試作品を発表すると、翌年デンマーク軍が採用し、3年後にはアメリカ軍が同銃の装備を決定し、コングスベルグ造兵廠の製品は国際的に拡大した。
第一次世界大戦が終結した1918年、軍需以外の分野に進出し、自動車や船舶の部品製造、また一般市場向けにスパナ等のツール、捕鯨銃の輸出でも人気を博したが、1930年代に入ると、戦争の脅威から対空砲の生産に取り組み、第二次世界大戦中には、工場がナチス・ドイツの占領軍に管理されることとなった。戦後、ノルウェー軍の近代化に貢献できる技術パートナーとして、コングスベルグ造兵廠はノルウェー産業の再建における主要企業の1つに指定され、以後、短距離対艦ミサイル「ペンギン」や水中艇「HUGIN」などの開発を成功させた。
1970年代にコングスベルグ造兵廠は、防衛機器、海洋石油設備や舶用機器、自動車部品などの各部門に分割され、海洋石油設備・舶用機器の分野で現在まで続く技術的優位性を確保したが、利益面で伸び悩むようになり、それまで全株式を保有していたノルウェー政府は、1987年に防衛部門を除く部門の株式売却を決定、1995年に現社名に変更、1997年に防衛・宇宙部門の「コングスベルグ・ディフェンス&エアロスペース」および海事部門の「コングスベルグ・マリタイム」の2部門体制となった。2001年の年末から製造が始まった遠隔操作式の「プロテクター RWS」はアメリカ軍に採用された。2016年7月、デジタル化のニーズに対応するため新部門「コングスベルグ・デジタル」を設立した。2019年4月、ロールス・ロイス・ホールディングスからコマーシャル・マリン事業を買収した。 
グループ内の部門別の売上としては、30か国以上で事業展開するマリタイム（海事）部門が約50％、15か国以上で事業展開するディフェンス&エアロスペース（防衛宇宙）部門が約40％（ただしノルウェー国内および特にアメリカ合衆国は防衛宇宙部門の割合が高い）、デジタル等他部門が10％前後であり、地域別の売上では、ノルウェー国内が約20％、他ヨーロッパ諸国が約30％、北米が約25％、日本を含むアジアが約20％となっている。

## スポンサー
コングスベルグで毎年開催されるジャズのフェスティバル、Kongsberg Jazz Festivalのスポンサーを務めている。

## 日本での事業
日本では2018年11月、100％現地法人であるコングスベルグマリタイムジャパン株式会社（Kongsberg Maritime Japan Co Ltd.）が設立された。神戸市にオフィスを持ち、船舶・海洋システムに関連する製品の販売を行っている。